# Young Buck
David Darnell Brown (*15. března 1981, Nashville, Tennessee, USA), známý spíše jako Young Buck, je americký rapper, zakladatel nezávislého labelu Cashville Records a bývalý člen skupin UTP Playas a G-Unit. Jeho nejúspěšnějším albem je debutové Straight Outta Cashville (2004) a nejúspěšnější písní „Shorty Wanna Ride“, která dosáhla na 17. příčku v žebříčku Billboard Hot 100.

## Stručná biografie
Narodil se ve městě Nashville, stát Tennessee v roce 1981.

### Počátky, Cash Money, UTP Playas (1995–2002)
S rapem začal ve dvanácti letech, ve čtrnácti se poprvé dostal do nahrávacího studia. Brzy poté měl příležitost představit se Birdmanovi, spoluzakladateli Cash Money Records, kam byl poté upsán. Kvůli smlouvě opustil střední školu a vydal se na čtyřleté tour s labelem.
V roce 2000 on a rapper Juvenile opustili Cash Money Records. Buck se následně upsal pod nově vzniklý label Juvenila UTP Records, kde strávil následující tři roky a s dalšími rappery založili skupinu UTP Playas. V počátcích své kariéry velmi často spolupracoval s lokálním rapperem D-Tayem. V roce 2000 společně například vydali desku Thuggin' Til the End. Roku 2000 byl také postřelen při loupežném přepadení. V říjnu 2002 vydal pod labelem UTP Records debutové nezávislé album s názvem Born to Be a Thug. V téže době na labelu vyšla také kompilace členů The Compilation, na které Young Buck také rapoval.

### G-Unit, Straight Outta Cashville a Buck the World (2003–2007)
Právě jedno z vystoupení zařízené UTP Records vedlo ke shledání s 50 Centem, který ho v roce 2003 upsal pod G-Unit Records. Buck dostal prostor na debutu 50 Centa Get Rich Or Die Tryin' v písni „Blood Hound“. Díky uvěznění původního člena G-Unit Tonyho Yaya se dostal do skupiny a pomáhal vytvořit album Beg for Mercy.
Roku 2004 byl pravý čas na vydání sólo debutu. Album Straight Outta Cashville se stalo platinovým, a to díky úspěšným singlům „Let Me In“ (ft. 50 Cent) a „Shorty Wanna Ride“. V roce 2006 chtěl založit vlastní label nazvaný G-Unit South Records, ovšem mateřská společnost Interscope Records odmítla podpořit tento projekt, a tak Buck založil nezávislý label Cashville Records, kam postupně upsal lokální rappery jako byli C-Bo, Tha City Paper nebo skupina The Outlawz.
V roce 2005 vydal nezávislý label Mass Appeal Entertainment album T.I.P., které bylo složeno z písní Young Bucka nahraných před rokem 2003 a jeho upsáním k G-Unit Records.

### Spor s G-Unit Records a osobní bankrot (2008–2013)
Rok 2007 byl ve znamení nového oficiálního releasu, a to druhého studiového alba Buck the World, kterého se v USA prodalo okolo 400 000 kusů. Jediným úspěšnějším singlem byla píseň „Get Buck“.
V roce 2008 chystal vydání svého třetího alba The Rehab, avšak nesetkal se s podporou u G-Unit Records, kde toto vydání stále odkládali. V dubnu 2008 byl poté oficiálně vyhozen z G-Unit, ale zůstal upsán pod G-Unit Records. Pravděpodobně se jednalo o spory ohledně financí, Buck obvinil vedení G-Unit Records, že zadržují peníze, které mu náleží. 50 Cent přilil olej do ohně tím, že zveřejnil nahraný telefonní rozhovor mezi ním a Buckem, kde Buck žádá o návrat do skupiny G-Unit. Ten ihned zareagoval disstrackem „Taped Conversation“. Ve stejném roce spustil svou oděvní značku David Brown a edici hodinek Mr. Ten-A-Key, obě značky však do roka ukončily výrobu.
Po dlouhosáhlých odloženích v září 2010 vydal nezávislé album The Rehab. Toto album vydal u nezávislého labelu Real Talk Entertainment. Také prohlásil, že po vydání alba The Rehab vydá další album, které bude obsahovat písně z původního, mainstreamového, alba The Rehab. K tomu ale nedošlo.
V roce 2012 byl na rok a půl uvězněn za držení nelegální palné zbraně. Současně prohlásil, že se vyvázal ze smlouvy s G-Unit Records a po propuštění bude nezávislým umělcem. Po propuštění se znovu rozhořel spor s 50 Centem a G-Unit, který vedl ke vzniku mnoha disstracků.

### Comeback skupiny G-Unit a následná nezávislá tvorba (2014–...)
V roce 2014 došlo ke krátkodobému znovusložení skupiny G-Unit v původní sestavě. Buck se rovněž vrátil pod G-Unit Records (kde následně působil až do roku 2018) Z krátkého comebacku vzniklo několik koncertů a dvě EP: The Beauty of Independence a The Beast Is G-Unit. Návrat skupiny ovšem trval pouze v roce 2014. V roce 2015 se skupina opět rozpadla, napomohl tomu nepříliš velký úspěch vydaných EP a frustrace mezi členy.
Od roku 2015 se dál věnoval nezávislé tvorbě, kdy si převážně na svém labelu vydával mixtapy. V roce 2015 vydal mixtape Before the Beast, který mixoval dvorní DJ skupiny G-Unit DJ Whoo Kid. Téhož roku společně vydali ještě mixtapy 10 Bullets, 10 Bricks a 10 Pints. Od roku 2017 v sérii pokračoval Buck již sám s mixtapy 10 Toes Down, 10 Street Commandments, 10 Plugs, 10 Politics a 10 Felonies.
V roce 2018 znovu odešel z G-Unit Records a v roce 2019 vydal nezávislé mixtapy: Box of Chocolates EP, Compulsive a The Impeachment.

## Problémy se zákonem
V srpnu 2010 čelil exekuci od IRS za neplacení daní z období roků 2006-2008 + penále, celkový dluh činí 305 000 USD, IRS zabavila majetek v hodnotě 70 000 USD. Na konci srpna si dalších 56 000 USD za daně nárokoval stát New York. Buck zažaloval své účetní a manažery, také se odvolal proti zásahu IRS a zvažoval takí dát k soudu vedení G-Unit Records.
Roku 2011 vyhlásil finanční bankrot kvůli své neschopnosti splatit své dluhy a státní úřady ho donutily roku 2012 k finanční likvidaci, kvůli tomu, že nedokázal vypracovat životaschopný finanční plán. V téže souvislosti šlo jeho veškeré autorské duševní vlastnictví do dražby.
6. srpna 2012 nastoupil do federální věznice u města Yazoo, stát Mississippi k výkonu trestu 18 měsíců odnětí svobody za držení nelegální zbraně a nábojů, které se u něj našly roku 2010. Propuštěn byl v říjnu 2013.
V červenci 2016 byl zatčen za vyhrožování své bývalé přítelkyni. Té nejdříve zaslal výhružné textové zprávy a následně se zjevil před jejím domem, u kterého vykopl dveře a hrozil, že dům podpálí. Z vazby byl propuštěn na kauci ve výši 5 000 dolarů. V srpnu 2016 byl pro několikačetné porušení podmínky odsouzen k sedmi měsícům odnětí svobody. V červenci 2017 zaplatil kauci 10 000 dolarů v případu obvinění z domácího násilí a vandalismu.
Před Vánocemi 2019 byl zatčen a vzat do vazby. Ve vazbě zůstal do května 2020, kdy bylo zahájeno soudní přelíčení. Důvodem zatčení byl jeho skrývání se před policií a soudy. Propuštěn z vězení byl v polovině května 2020.
V květnu 2020, zatímco byl ještě držen ve vazbě, znovu požádal o vyhlášení finančního bankrotu. Americký finanční úřad (IRS) po něm stále požaduje doplacení 415 000 dolarů za nezaplacené daně z let 2014 až 2019.
V říjnu 2020 na něj během partnerské hádky vystřelila z pistole jeho přítelkyně Lucresia Neilová. Ihned poté byla vzata do vazby. O pár dní později byl sám zatčen policií ve státě Tennessee. Měl by být obviněn opět z domácího násilí a vandalismu. Kauce byla stanovena na 60 000 dolarů.
V únoru 2022 byl zatčen policií v Nashville, poté, co ji na něj zavolala jeho expřítelkyně, když se pokoušel dostat do jejího domu a způsobil při tom škodu na majetku. Krátce po zadržení byl propuštěn na kauci ve výši jednoho tisíce dolarů. Soud by měl proběhnout v březnu.

## Spory (Beef)

### The Game
Po vyhození Gamea z G-Unit v roce 2004 začal dissovat G-Unit. Do Young Bucka se opřel v dissu „240 Bars“, Buck poté odpověděl v písni „The Real Bitch Boy“. Ovšem v roce 2008, když byl i on vyhozen z G-Unit se s Gamem začal spojovat a nahráli spolu i pár disstracků na G-Unit.

### Lil Wayne
V roce 2006 se Buck zapojil do sporu mezi Lil Waynem a bývalými členy Cash Money Records Juvenilem a B.G. V písni „Off Parole“ (ft. Tony Yayo) se přidal na stranu svého kamaráda Juvenila. Ale v roce 2008 i tento spor vyprchal a Buck se objevil v klipu k písni od The Gamea „My Life“ (ft. Lil Wayne).

### 50 Cent a G-Unit
Roku 2008 vypukl spor kvůli finanční otázce v G-Unit Records. Prvním Buckovým dissem na 50 Centa byla píseň „Taped Conversation“, poté vydal mnohé další písně namířené proti celé G-Unit, např. „Terminate On Sight“, „Laugh Now Cry Later“, „Happy New Year“, „Steroids“ nebo „Soon or Later“. Dále se zaměřil znovu na samotného 50 Centa, např. v písních „My Whole Life“, „Do It For Ya“ nebo „Finish What You Start“. 50 Cent odpověděl jen v písni „So Disrespectful“ z alba Before I Self Destruct. Tony Yayo zase jen v několika rozhovorech zmínil, že ho tento spor nudí.

## Diskografie

### Studiová alba
| Rok  | Album                                                                             | Nejvyšší umístění v hitparádě | Nejvyšší umístění v hitparádě | Nejvyšší umístění v hitparádě | Nejvyšší umístění v hitparádě | Ocenění       | Prodeje                                  |
| Rok  | Album                                                                             | US 200                        | US Hip-Hop                    | CAN                           | UK                            | Ocenění       | Prodeje                                  |
| ---- | --------------------------------------------------------------------------------- | ----------------------------- | ----------------------------- | ----------------------------- | ----------------------------- | ------------- | ---------------------------------------- |
| 2004 | Straight Outta Cashville - Vydáno: 24. srpna 2004 - Vydavatel: G-Unit, Interscope | 3                             | 2                             | 1                             | 22                            | US: platinové | US: 1,2 milionu Celosvětově: 2,3 milionu |
| 2007 | Buck the World - Vydáno: 27. března 2007 - Vydavatel: G-Unit, Interscope          | 3                             | 1                             | 7                             | -                             | US: /         | US: 400 000 Celosvětově: 1 milion        |

### Nezávislá alba
| Rok  | Album                                                                           | Nejvyšší umístění v hitparádě | Nejvyšší umístění v hitparádě | Nejvyšší umístění v hitparádě | Nejvyšší umístění v hitparádě |
| Rok  | Album                                                                           | US 200                        | US Hip-Hop                    | US Indpd.                     |                               |
| ---- | ------------------------------------------------------------------------------- | ----------------------------- | ----------------------------- | ----------------------------- | ----------------------------- |
| 2002 | Born To Be a Thug - Vydáno: 10. října 2002 - Vydavatel: UTP, Thug Ent.          | -                             | -                             | -                             |                               |
| 2005 | T.I.P. - Vydáno: 8. listopadu 2005 - Vydavatel: Mass Apeeal Ent.                | 40                            | 11                            | 2                             |                               |
| 2007 | They Don't Bother Me - Vydáno: 1. května 2007 - Vydavatel: Street Dance Records | -                             | -                             | -                             |                               |
| 2010 | The Rehab - Vydáno: 7. září 2010 - Vydavatel: Real Talk Ent.                    | 56                            | 12                            | 6                             |                               |

### Spolupráce
- Thuggin' Til The End (s D-Tay) (2000)
- The Compilation (s UTP Playas) (2002)
- Beg for Mercy (s G-Unit) (2003)
- Da Underground Vol. 1 (s D-Tay) (2004)
- Get Rich or Die Tryin' OST (s G-Unit Records) (2005)
- Gang Injunction EP (s JT the Bigga Figga) (2009)
- Salute to the Streetz (s Savion Saddam) (2012)
- The Beauty of Independence EP (s G-Unit) (2014)
- The Beast Is G-Unit EP (s G-Unit) (2015)

### Mixtapy

#### Solo
- 2005 - Welcome to the Hood (DJ Whoo Kid)
- 2006 - Chronic 2006 (DJ Whoo Kid)
- 2006 - Case Dismissed: The Introduction of G-Unit South (DJ Drama)
- 2006 - Gangsta Grillz: Welcome to the Traphouse (DJ Drama)
- 2007 - Mr. Ten-A-Key (Product of the South) (DJ Whoo Kid)
- 2009 - Back for the Streets
- 2009 - Back on My Buck Shit (DJ Scream & DJ Smallz)
- 2009 - Only God Can Judge Me
- 2010 - Back on My Buck Shit 2: Change of Plans (Drumma Boy)
- 2012 - Live Loyal, Die Rich (DJ Crisis & Drumma Boy)
- 2012 - Strictly 4 Traps N Trunks 44: Free Young Buck Edition (DJ Crisis)
- 2015 - Before The Beast EP (DJ Whoo Kid)
- 2015 - 10 Bullets (DJ Whoo Kid)
- 2015 - 10 Bricks (DJ Whoo Kid)
- 2015 - 10 Pints (DJ Whoo Kid)
- 2016 - 10 Bodies (DJ Whoo Kid a DJ Drama)
- 2017 - 10 Toes Down
- 2017 - 10 Street Commandments
- 2018 - 10 Plugs
- 2018 - 10 Politics
- 2018 - 10 Felonies
- 2019 - Box of Chocolates EP
- 2019 - Compulsive
- 2019 - The Impeachment (Soundtrack)

#### Spolupráce
- 2008 - Starbucks (s All Star)
- 2009 - Cashville Takeover (s Ca$hville Records) (DJ Rip)
- 2010 - 601 To The 615 (s Boo Rossini)
- 2012 - G.a.S – Gangsta and Street (s Tha City Paper)
- 2012 - Welcome 2 Cashville (s Ca$hville Records)